# グリントオブホープ
グリントオブホープ（欧字名:Glint Of Hope、2018年8月20日 - ）は、日本で生産されたオーストラリアの競走馬。主な勝ち鞍に2022年のオーストララシアンオークス。

## デビュー前
2018年8月20日、北海道浦河町のアスランにてセイクリッドサイトの初仔として誕生。
1歳時にオーストラリアに渡り、2020年オーストラリアンイースター1歳馬セールにて250,000オーストラリアドルで落札された。

## 戦績
2021年8月30日ベナラ競馬場の一般戦でデビューし2着。続く未勝利戦3着を挟み、未勝利の身で3戦目にG2エドワードマニフォルドステークスを3着、G3エセリアルステークス2着と健闘する。同年11月のケネディオークスでは7着に終わった。
その後、4か月の休養し2022年3月10日パケナム競馬場の未勝利戦で初勝利を挙げ、以後もまずまずの成績を収めていた。
4月30日に行われたオーストララシアンオークスでは中団追走から最後の直線で先頭に躍り出ると、バーブライダーとの競り合いを制しG1初制覇を飾った。

## 血統表
| グリントオブホープの血統                      | グリントオブホープの血統                               | グリントオブホープの血統         | （血統表の出典）                 | （血統表の出典）     |
| 父 ディープインパクト 2002 鹿毛               | 父の父*サンデーサイレンス Sunday Silence 1986 青鹿毛   | Halo                             | Hail to Reason                   | Hail to Reason       |
| 父 ディープインパクト 2002 鹿毛               | 父の父*サンデーサイレンス Sunday Silence 1986 青鹿毛   | Halo                             | Cosmah                           |                      |
| 父 ディープインパクト 2002 鹿毛               | 父の父*サンデーサイレンス Sunday Silence 1986 青鹿毛   | Wishing Well                     | Understanding                    | Understanding        |
| 父 ディープインパクト 2002 鹿毛               | 父の父*サンデーサイレンス Sunday Silence 1986 青鹿毛   | Wishing Well                     | Mountain Flower                  |                      |
| 父 ディープインパクト 2002 鹿毛               | 父の母*ウインドインハーヘア Wind in Her Hair 1991 鹿毛 | Alzao                            | Lyphard                          | Lyphard              |
| 父 ディープインパクト 2002 鹿毛               | 父の母*ウインドインハーヘア Wind in Her Hair 1991 鹿毛 | Alzao                            | Lady Rebecca                     |                      |
| 父 ディープインパクト 2002 鹿毛               | 父の母*ウインドインハーヘア Wind in Her Hair 1991 鹿毛 | Burghclere                       | Busted                           | Busted               |
| 父 ディープインパクト 2002 鹿毛               | 父の母*ウインドインハーヘア Wind in Her Hair 1991 鹿毛 | Burghclere                       | Highclere                        |                      |
| 母 *セイクリッドサイト Sacred Sight 2014 鹿毛 | 母の父Fastnet Rock 2001 鹿毛                           | *Danehill                        | Danzig                           | Danzig               |
| 母 *セイクリッドサイト Sacred Sight 2014 鹿毛 | 母の父Fastnet Rock 2001 鹿毛                           | *Danehill                        | Razy Ana                         |                      |
| 母 *セイクリッドサイト Sacred Sight 2014 鹿毛 | 母の父Fastnet Rock 2001 鹿毛                           | Piccadilly Circus                | ロイヤルアカデミーII             | ロイヤルアカデミーII |
| 母 *セイクリッドサイト Sacred Sight 2014 鹿毛 | 母の父Fastnet Rock 2001 鹿毛                           | Piccadilly Circus                | Gatana                           |                      |
| 母 *セイクリッドサイト Sacred Sight 2014 鹿毛 | 母の母Give me Five 2001 芦毛                           | Monsun                           | Konigsstuhl                      | Konigsstuhl          |
| 母 *セイクリッドサイト Sacred Sight 2014 鹿毛 | 母の母Give me Five 2001 芦毛                           | Monsun                           | Mosella                          |                      |
| 母 *セイクリッドサイト Sacred Sight 2014 鹿毛 | 母の母Give me Five 2001 芦毛                           | Grey Pearl                       | *マジツクミラー                  | *マジツクミラー      |
| 母 *セイクリッドサイト Sacred Sight 2014 鹿毛 | 母の母Give me Five 2001 芦毛                           | Grey Pearl                       | Gettysburg                       |                      |
| 母系(F-No.)                                   | セイクリッドサイト(GB)系(FN:F11)                       | セイクリッドサイト(GB)系(FN:F11) | セイクリッドサイト(GB)系(FN:F11) | [ § 2 ]              |
| 5代内の近親交配                               | Northern Dancer S5×M5                                  | Northern Dancer S5×M5            | Northern Dancer S5×M5            | [ § 3 ]              |
| 出典                                          | 1. 2. 3.                                               | 1. 2. 3.                         | 1. 2. 3.                         | 1. 2. 3.             |